# Omonjon Otajonov
Omonjon Otajonov es un deportista uzbeko que compite en taekwondo. Ganó una medalla de bronce en el Campeonato Mundial de Taekwondo de 2023, en la categoría de –54 kg.

## Palmarés internacional
| Campeonato Mundial | Campeonato Mundial | Campeonato Mundial | Campeonato Mundial |
| Año                | Lugar              | Medalla            | Categoría          |
| ------------------ | ------------------ | ------------------ | ------------------ |
| 2023               | Bakú (Azerbaiyán)  | Medalla de bronce  | –54 kg             |